# Луња пужар
Луња пужар (Rostrhamus sociabilis) је птица грабљивица из породице јастребова. Најближи сродник танкокљуна луња поново је смештен у род Helicolestes, због чега је род Rostrhamus монотипски (укључује само једну врсту). Оба ова рода смештена су у потпородицу Milvinae.

## Опис
Дужина тела луње пужара је 36 − 48 cm, распон крила 99 − 120 cm, а тежина 300 − 570 g. Полни диморфизам није значајно изражен, јер је женка у просеку само 3% већа од мужјака. Има дуга, широка и заобљена крила. Реп је дуг 16 − 21 cm,  перје на задњици је бело, као и покровна пера испод репа. Кљун је таман, прилично закривљен и дуг 2,9 − 4 cm, што је последица прилагођавања исхрани пужевима. Кости ножја (Ossa tarsi) су такође релативно дуге 3,6 − 5,7 cm.
Одрасли мужјак има тамноплаво-сивкасто перје, с тим што је летно перје тамније. Ноге и восковица су наранџасте или црвенкасте. Одрасла женка има тамно смеђе перје на горњем и пругасто светло смеђе и бело перје на доњем делу тела. Има беличасто лице са тамнијим деловима иза и изнад ока. Ноге и восковица су жуте или наранџасте. Младунци су изгледом слични одраслој женки, разликују се по перју темена које је пругасто. Одрасле птице имају црвене или наранџасто-смеђе шаренице, док су шаренице младунаца тамно смеђе.
Полако лети главе окренуте надоле, тражећи главну храну, велике пужеве из породице Ampullariidae. Из тог разлога се сматра мекушцоједом.

## Распрострањеност и понашање
Луња пужар се гнезди у тропској Јужној Америци, на Карибима и у централној и јужној Флориди у Сједињеним Америчким Државама. У већини свог подручја обитава током целе године, али најјужнија популација мигрира на север зими, а карипска популација се ван сезоне гнежђења такође сели.
Гнезди се у шипражју или на земљи, полаже 3-4 јаја.
Луња пужар је локално угрожена врста у Еверглејдзу на Флориди, са популацијом мањом од 400 гнездећих парова. Истраживања су показала да контрола нивоа воде у Еверглејдзу смањује популацију пужева из породице . Међутим, ова врста није угрожена у већем делу свог опсега.
Штавише, можда се бројност неких локалних популација повећава, на пример у Централној Америци. У Ел Салвадору је први пут забележен 1996. Од тада је стално присутан, укључујући младе птице, што указује на то да у тој земљи већ постоји гнездећа популација. С друге стране, већина забележених виђења је ван сезоне гнежђења, што указује на сеобу из других области након ње. У Ел Салвадору, врста се може видети током зимских месеци у вештачком језеру Серон-Гранде, лагуни Ел Јокотал, а посебно језеру Гвиџа. Врста пужева Pomacea flagellata гајена је у Ел Салвадору између 1982. и 1986. године као храна за рибе, што је утицало на појаву и бројност луња пужара.
Ово је друштвена птица влажних подручја, која зими формира велика јата. Њена исхрана се састоји готово искључиво од пужева из породице Ampullariidae.
На Флориди је примећено да се луње пужари хране и другим пленом, укључујући ракове из рода Procambarus и врстом рибе Pomoxis nigromaculatus. Верује се да се луње пужари тим алтернативама окрећу тек када пужева из породице Ampullariidae постану малобројни, на пример током суше, али је потребно додатно истраживање. Посматрач птица је 14. маја 2007. фотографисао је луњу пужара како се храни на фарми мочварних ракова (врстом Procambarus clarkii) у округу Клерендон у Јужној Каролини.